# Soerdj Badrising
Soerdjpersad (Soerdj) Badrising (District Suriname, 2 februari 1940) is een voormalig Surinaams politicus en bestuurder. 

## Biografie
Na zijn opleiding aan de Algemene Middelbare School (AMS) in Paramaribo vertrok hij naar Nederland waar hij in 1962 in slaagde voor het diploma bij de Stevin HBS in Den Haag. Nadat hij in 1967 zijn MO-B-akte wiskunde behaald had,keerde hij terug naar z'n vaderland.
Badrising werd docent bij de Surinaamse Kweekschool en een jaar later werd hij daar onderdirecteur. Verder was hij lid van de directie van de AMS. In 1970 volgende zijn benoeming tot directeur van het Open Gymnasium.
Daarnaast was hij actief in de politiek. Zo was hij in 1973 een van de oprichters van de Hindostaanse Politieke Partij (HPP). Na een conflict met het ministerie van Onderwijs en Volksontwikkeling nam hij in 1977 ontslag als directeur maar hij bleef aan als wiskundedocent. Later dat jaar volgde zijn benoeming tot minister van Justitie en Politie.
Kort na de militaire staatsgreep op 25 februari 1980 werd hij gearresteerd terwijl premier Arron nog was ondergedoken. Badrising en vicepremier Olton van Genderen ondertekenden de verklaring voor de machtsoverdracht aan de militairen. Na de terugkeer van de democratie speelde hij geen belangrijke politieke rol meer.